# Friedrich Meinecke
Friedrich Meinecke (ur. 20 października 1862 w Salzwedel, zm. 6 lutego 1954 w Berlinie) – niemiecki historyk, jeden z założycieli Wolnego Uniwersytetu Berlińskiego.
Studiował w Berlinie germanistykę i historię. Doktorat zdobył w 1886. Od 1893 redagował znane czasopismo naukowe „Historische Zeitschrift”. W 1909 zakładał „Burschenschaftliche Historische Kommission” ob. „Gesellschaft für burschenschaftliche Geschichtsforschung” – towarzystwo zajmujące się dziejami organizacji studenckich w Niemczech.

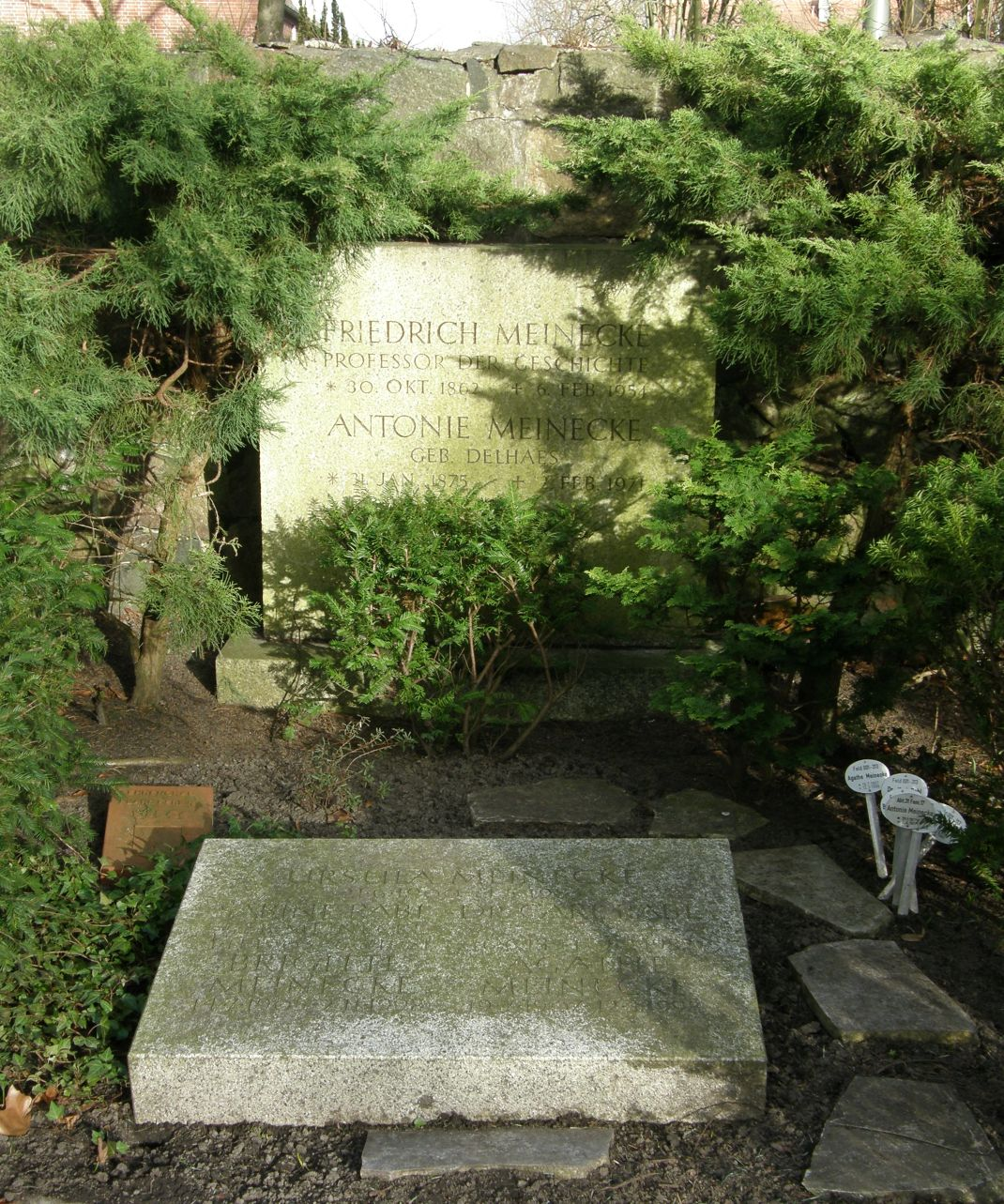
Grób Friedricha Meinecke

W 1896 habilitował się na podstawie pracy o Hermannie von Boyen. Został prywatnym docentem uniwersytetu berlińskiego. Po 1901 profesorem w Strasburgu i Fryburgu. W tym czasie napisał trzy swoje największe dzieła: Weltbürgertum und Nationalstaat. Studien zur Genesis des deutschen Nationalstaates (1908); Die Idee der Staatsräson in der neueren Geschichte (1924); Die Entstehung des Historismus (1936). W 1911 został członkiem korespondentem Bawarskiej Akademii Nauk. Cztery lata później Pruskiej Akademii Nauk.
Uznawany jest za twórcę pojęcia „historia idei”. Od niego pochodzi zdanie, że Niemcy w okresie okupacji napoleońskiej stali się z „obywateli świata” – „nacjonalistami”. Światopoglądowo opowiadał się po stronie nacjonalizmu i forsował pomysł czystek etnicznych wobec Polaków i Łotyszy aby zrobić miejsce dla Niemieckich kolonistów
Od 1914 był profesorem w Berlinie, szeroko komentując ówczesne wydarzenia polityczne. W 1917 zakładał „Volksbund für Freiheit und Vaterland”, które powstało w opozycji do ekstremistycznej „Deutsche Vaterlandspartei”. Po wojnie, mimo iż z przekonania był monarchistą, popierał republikę. Pisywał do „Norddeutsche Allgemeine Zeitung”.
Zakładał „Deutsche Demokratische Partei”. W 1932 został przeniesiony na emeryturę i w czasie rządów Hitlera zrezygnował z pełnienia funkcji publicznych i założonej przez siebie „Historische Reichskommission”. Mimo to nie zaprzestał prowadzenia badań i publikowania nowych prac. Jest obwiniany za szykanowanie Hedwig Hintze – żony innego historyka Otto Hintze.
W 1945 został ewakuowany z Berlina, ale powrócił tam w lipcu 1946 z pomocą amerykańskich władz, zostając w 1948 pierwszym rektorem Wolnego Uniwersytetu Berlińskiego. Nie był zwolennikiem nazizmu, jednak krytykowano go za głoszenie poglądów, że klęska Niemiec w czasie II wojny światowej oraz zniszczenie Niemiec przez aliantów były „niemiecką katastrofą”.
W 1951 „Seminar für Mittelalterliche und Neuere Geschichte” Wolnego Uniw. Berlińskiego zostało przemianowane na instytut jego imienia. W 1952 odznaczony Pour le Mérite za Naukę i Sztukę.